# سلطنة هوبيو
سلطنة هوبيو (بالصومالية: Saldanadda Hobyo, بالعربي: سلطنة هوبيو) هي سلطنة إسلامية كانت تحت سيطرة السلطان يوسف بن كينديد ابن عم سلطان مجيرتين. تاسست سلطنة هوبيو في عام 1885 في شرق ووسط الصومال. وأول حكمامها هو يوسف علي كينيديد.

## الإدارة
مارست السلطنة نظام حكم مشابه لنظام سلطنة مجيرتين من حيث الحكم المركزي القوي بجميع مظاهرة وهيئات الدول الحديثة اثناء فترة وجودها، مثل جهاز بيروقراطي فعال، طبقة نبلاء، القاب النبلاء، علم دولة مع جيش مهني.

## التاريخ

### صعود السلطنة
بداء السلطان علي يوسوف كنيديد بالتخطيط للاستيلاء على الجزء من سلطنة مجرتين وامارة هيراب. وبعد فشل مخططه، نفي إلى اليمن، وعاد بعد عقد من الزمن مع مجموعة من الاسلحة النارية وظباط اولياء وبمساعدتهم استطاع الاستيلاء على اجزاء من مجيرتين مع امارة هيراب وتاسيس سلطنته